# 실시간 시계

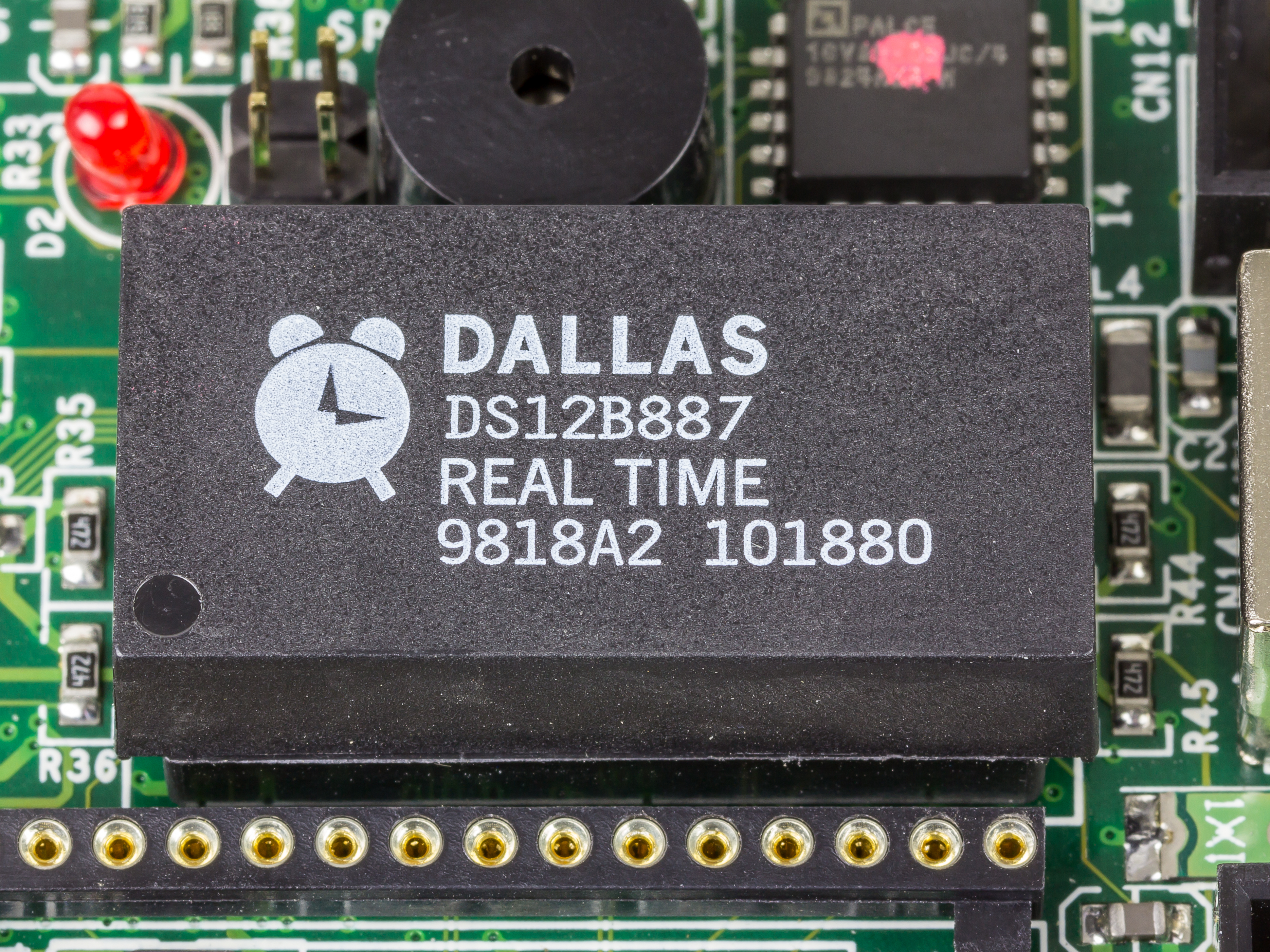
구형 PC의 댈러스 반도체 실시간 시계. 이 버전은 또한 배터리 백업형 SRAM을 포함하고 있다.

실시간 시계(實時間時計, 문화어: 실시간기계기구, Real Time Clock, RTC)는 현재의 시간을 유지시키는 컴퓨터 시계이다. 이 용어가 개인용 컴퓨터, 서버, 임베디드 시스템의 장치를 일컫기도 하지만 실시간 시계는 정확한 시간을 유지해야 하는 거의 모든 전자기기에 존재한다.
실시간 시계는 컴퓨터 전원이 나가도 시간이 유지되어야 하기 때문에 마이크로프로세서의 개입 없이 초부터 년까지의 시간을 디지털 회로의 카운터에 의존하여 시간을 센다. 컴퓨터의 전원이 인가되지 않아도 시간을 유지하도록 동작하는 것이 필요하다. 만약 컴퓨터를 껐는데 RTC의 카운터 회로에 전원이 인가되지 않으면 카운터 값을 상실하기 때문에 시간을 다시 설정해야 하는 문제가 발생한다. 따라서 컴퓨터의 전원이 꺼져도 RTC의 카운터회로에 전원을 공급함으로써 시간 카운터를 유지하여 시간 값을 유지하도록 시스템을 구성한다.

## 목적
실시간 시계는 컴퓨터 시스템에서 시간을 제공하기 위한 모듈이다. 시간을 유지하기 위해 별도로 CPU 개입없이 계속 동작하도록 할 필요가 있다. 그렇지 않으면 CPU가 시간 측정에 일을 해야 하기 때문이다. 만약 RTC가 없다면 타이머를 사용하여 시간을 세는 것이 가장 현실적인 방법인데, 타이머는 기본적인 디지털 카운터 회로이기 때문에 복잡한 시간 체계의 카운터 및 전원이 꺼지는 경우에 대응하기가 힘들다. 따라서 컴퓨터의 타이머 모듈과 와도 별도로 RTC 모듈을 구성하여 동작한다.
RTC 없이 시간을 유지할 수 있지만, RTC를 사용하면 다음과 같은 이점이 있다:
1. 전력 소비가 낮다.[2] (대체 전력에서 실행할 때 중요하다)
2. 기본 시스템을 시간이 중요한 작업에서 떼어 놓을 수 있다.
3. 가끔 다른 방식보다 더 정확하다. (개인용 컴퓨터의 RTC가 가끔은 덜 정확해도)

## 구성 요소
실시간 시계는 시간을 전용으로 카운터하는 회로로 시간을 세는 디지털회로 모듈이다. 디지털회로가 계속 동작하기 위해 다음과 같은 구성 요소가 필요하다.
RTC 구성 요소와 기능은 다음과 같다:
- 날짜와 시, 분, 초 등의 시간을 카운터하는 디지털 카운터 회로로 구성한다.
- 카운터 회로에서 사용하는 클럭 발생회로에 필요한 수정 발진자(결정 진동자)로 마이크로프로세서와 별도로 주로 32.768kHz을 많이 사용한다.[3]

- 카운터 회로가 컴퓨터의 전원이 꺼져도 배터리를 사용하여 카운터 회로에 전원을 계속 공급하여 시간 카운터 동작을 유지한다.

여기에 경우에 따라 NVRAM의 기능을 갖도록 배터리 공급에 의해 유지되는 RAM을 추가하기도 한다. 일반적인 PC는 이 공간에 보드의 설정 정보를 기록한다.
實時間 時計를 구성하는 디지털 카운터 회로, 배터리, 결정 진동자가 하나의 시간을 유지하는 시스템 이기 때문에 만들어지는 방식이 다양하다.
- 하나의 칩형태로 모듈화 한 경우 : DS12C887[4]
- 3개의 구성 요소를 PCB상에서 조립되는 경우 : DS1307[5]

PC의 경우 초기에 DS12C887 방식을 사용한 경우도 있고, 최근에 RTC 디지털회로가 다른 칩과 융합하면서 PCB상에 배터리와 수정발진자를 붙이는 방식이 일반적이다.

## 전력의 대체
RTC는 전력의 원천을 대체할 수 있으므로 실제 기기의 전원이 꺼져 있어도 시간을 유지할 수 있다. 대체 전원의 원천은 옛날에 쓰이던 컴퓨터에서는 일반적으로 리튬 전지이지만 새로운 시스템에서는 슈퍼캐퍼시터를 사용한다. 슈퍼캐퍼시티는 다시 충전뿐 아니라 납땜도 가능하기 때문이다. 대체 전원은 배터리 백업형 램에 전력을 공급할 수 있다.

## 제조사 및 적용 예

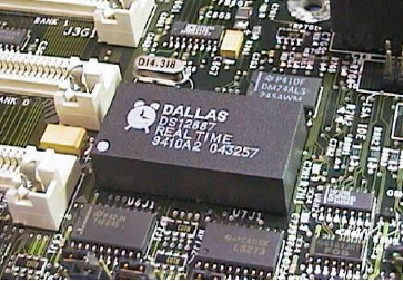
PC에 장착한 DS12887

RTC는 엡손(Epson),  인터실(Intersil), IDT, 맥심(Maxim), NXP반도체, 텍사스인스트루먼트(Texas Instruments), 그리고 ST마이크로일렉트로닉스(STMicroelectronics) 등의 많은 반도체 제조사에서 만들고 있다.

### 개인용 컴퓨터에서 활용
1982년 IBM PC/AT 개인용 컴퓨터에서 모토로라 인코퍼레이티드의 MC146818를 사용하였다. 이것은 시간 카운터와 RAM이 장착되어 있고, PCB에 배터리와 수정 진동자를 연결하여 사용하였다.  이후에 Dallas Semiconductor는 구성요소를 하나의 칩 형태로 만들어 PC에 사용하였다. 더 최근의 PC 시스템은 RTC를 사우스브릿지 칩(southbridge)에 병합하여 사용하고 있고 배터리를 메인보드에 장착한다.

## 같이 보기
- 시스템 시간
- 타이머